# Discografia da série Streets of Rage

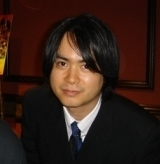
Compositor Yuzo Koshiro

A série de jogos eletrônicos Streets of Rage de ação e beat 'em up, lançada pela Sega de 1991 a 1994, é conhecidas por sua inesquecível música em chiptune, produzida pelo famoso compositor de videogames Yuzo Koshiro. A série inspirou três trilhas sonoras com músicas dos jogos. 
As trilhas sonoras consistem principalmente de, muitas vezes de experimental, Electronic dance music baseada em chiptune, que engloba gêneros eletrônicos, tais como electro, house, techno, hardcore, jungle, ambient, breakbeat, gabber,[carece de fontes?] noise, e trance. A música foi produzida usando os chips de som Yamaha FM-synth do console Sega Mega Drive (YM2612) e do computador NEC PC-88 (YM2608), junto com a sua própria  linguagem de programação de áudio a "Music Love", uma versão modificada da Music Macro Language (MML) do PC-88.
As trilhas sonoras foram aclamadas pela crítica. Elas são consideradas à frente de seu tempo, e como algumas das melhores músicas de jogos eletrônicos de todos os tempos. As trilhas sonoras influenciaram uma variedade de músicos de Chiptune, electronica, grime e fubstep até os dias atuais, incluindo artistas como Ikonika, BT, Labrinth, Martyn, Joker, Darkstar, Childish Gambino, e Danger.[carece de fontes?]

## Streets of Rage
Quando o desenvolvimento de Streets of Rage começou em 1990, Koshiro foi influenciado pela electronic dance music, ou club music, especificamente techno e house music, e queria ser o primeiro a introduzir esses sons para chiptune e música de videogame. Muitas faixas também têm uma qualidade calorosa do Caribe, e a trilha sonora mostra a influência da música contemporânea de R & B e hip hop; Yuzo Koshiro disse que ele foi influenciado pela música negra, que estava crescendo junto com house e techno, então ele "naturalmente começou a pensar em absorver todos". Ele foi particularmente influenciado pelos "ritmos balançantes que caracterizavam breakbeats", especialmente o "ground beat" (usado no " Keep On Movin" do Soul II Soul em 1988 e " Sadeness (Part I) do Enigma em 1989) que inspirou a faixa-título "The Street of Rage". Outros artistas que o influenciaram incluem Black Box, Maxi Priest e Caron Wheeler na época da composição.
As trilhas sonoras da série Streets of Rage foram compostas usando um hardware PC-88 desatualizado, juntamente com uma linguagem de programação de áudio original do próprio Koshiro. De acordo com Koshiro: "Para Bare Knuckle eu usei o PC88 e uma linguagem de programação original que eu mesmo desenvolvi. A original foi chamada MML, Music Macro Language. É baseado no programa BASIC da NEC, mas eu o modifiquei pesadamente. Era mais uma linguagem no estilo BASIC no início, mas eu modifiquei para ser algo mais parecido com o Assembly. Eu chamei de 'Music Love'. Eu usei para todos os jogos Bare Knuckle". As versões da trilha sonora das faixas utilizam a placa de som Sound Board II (Yamaha YM2608) do NEC PC-88 em vez do chip Yamaha YM2612 do Mega Drive. 
Ele disse que o elemento mais importante na recriação de sons de música de boate para os jogos foi emular os sons de timbre e percussão das máquinas de ritmo da Roland (os modelos mais famosos são TR-606, TR-707, TR-808 e TR- 909), afirmando que "não seria um exagero dizer que aquele som definiu o gênero". Para conseguir isso, ele usou o canal PCM de 8 bits do chip de som YM2612 em conjunto com outros canais de síntese FM, com o som do bumbo e da caixa do Roland TR-909 replicados pelo PCM, enquanto o sintetizador FM replicou o som metálico, chimbau e o prato. Ele também reproduziu outros sons de percussão, como o conga, usando sintetizadores de FM detalhados e programação no MML. Além da percussão, ele também simulou os sons "únicos e penetrantes" do Roland TB-303, um sintetizador analógico que continua sendo o sintetizador de graves mais utilizado nas músicas de clube (particularmente na acid e música psicodélica). Ele afirmou que foi preciso "muito trabalho meticuloso para recriar o som de sintetizadores analógicos no sintetizador FM, que não possui circuitos de filtro, mas consegui usando as mesmas técnicas de programação que a seção rítmica".
A GamesRadar considera que as trilhas sonoras possuem algumas das melhores músicas de videogames já compostas.

## Streets of Rage 2
A trilha sonora do jogo Streets of Rage 2, de 1992, foi lançada nos Estados Unidos. As faixas desta trilha sonora são idênticas à trilha sonora de CD japonesa conhecida como Bare Knuckle II. Foi composta principalmente e tocada por Yuzo Koshiro, com algumas faixas também compostas por Motohiro Kawashima. A trilha sonora é considerada uma das maiores de Koshiro e mostra o poder do chip de som YM2612 de 16 bits do Mega Drive. A música foi descrita por Koshiro como "techno hard-core". O jogo também foi apontado como um dos primeiros jogos em que o nome do compositor, Yuzo Koshiro, aparece na tela do título.
A trilha sonora foi influenciada pela electronic dance music, especificamente house, techno, hardcore techno, progressive techno, breakbeat,[carece de fontes?] funk e música étnica. Koshiro também tentou reproduzir as batidas do Roland TR-808 e TR-909 e os sintetizadores Roland TB-303 usando a síntese FM.  A trilha sonora de Streets of Rage 2 (1992) é considerada "revolucionária" e à frente de seu tempo, por sua "mistura de sintetizadores swaggering house", "sujo" electro-funk e "texturas eletrônicas trancey" que você se sentiria tão confortável em uma boate como em um jogo".
A Square Enix Music Online elogiou a trilha sonora por ter "uma das batidas mais severas de sempre à agraciar a trilha sonora de um jogo" e seu uso criativo do chip de som limitado do Mega Drive, como "panning nos alto-falantes esquerdo e direito" para manter "o material melódico rapidamente avançando" na primeira fase na faixa "Go Straight". "In the Bar" foi descrita como "sonhadora", com influência de blues, com "uma linha de baixo animada" e "uma sensação semi-improvisada que adiciona uma mística ao jazz". O tema do chefão "Never Return Alive" é descrito como uma "peça insana" onde a "onda da serra perfura sua mente e serve como uma boa medida sinopiana para manter a natureza nervosa do material musical intacta durante toda a duração da peça". A faixa da segunda fase "Spin on the Bridge", descrita como "hip hop on crack", foi elogiada por seus "breakbeats absolutamente perversos!" "Dreamer" foi descrita como uma faixa "de sonho", com arpejos eletrônicos, tons etéreos e elementos de trance. "Alien Power" foi descrita como trip hop com "um pouco de percussão étnica", dando-lhe uma sensação "estranha e um pouco assustadora". "Slow Moon" foi elogiada por seus elementos funk e call-and-response. "Jungle Base" foi descrita como uma música de dança contundente. Outra faixa de destaque é o tema da sétima fase "Expander", que foi composto por Motohiro Kawashima e tem sido elogiado como uma faixa contundente com "um bass synth atrevido, sintetizadores panorâmicos" e ritmo rápido. "Too Deep" foi descrita como uma faixa de ambiente, embora com efeitos sonoros que "soam como um telefone tocando".

## Streets of Rage 3
O estilo musical de Streets of Rage 3 tem uma sensação diferente da dos dois primeiros jogos. Descrito por Yuzo Koshiro como "fast-beat techno como jungle", foi composto usando seu próprio "Automated Composing System", usado para produzir sequências altamente aleatórias. A trilha sonora também tinha elementos de música abstrata, experimental, gabber[carece de fontes?] e trance. Tal como acontece com Streets of Rage 2, a trilha sonora apresenta faixas compostas por Koshiro e Motohiro Kawashima.[carece de fontes?]
Ao contrário das duas primeiras trilhas sonoras, as faixas não estão na ordem em que aparecem no jogo. O título completo deste CD é Bare Knuckle 3: Iron Fist Scriptures. O disco em si é difícil de encontrar hoje. 
Para a trilha sonora de Streets of Rage 3, Koshiro criou um novo método de composição chamado "Automated Composing System" para produzir "fast-beat techno como jungle". Foi a técnica techno mais avançada da época, incorporando sequências altamente aleatórias. Isso resultou em sons inovadores e experimentais gerados automaticamente que, de acordo com Koshiro, "você normalmente nunca poderia imaginar por conta própria". Esse método era muito raro na época, mas desde então se tornou popular entre os produtores de techno e trance para obter "sons inesperados e estranhos".
A música eletrônica baseada no ruído abrasivo e experimental do jogo recebeu uma recepção mista após o lançamento, mas desde então tem sido considerada à frente de seu tempo. De acordo com a revista Mean Machines, a "música leva algum tempo para se acostumar - ironicamente, antecede a era do 'trance' que surgiu pouco tempo depois do lançamento". Os sons experimentais e o uso de sequências altamente aleatórias também são considerados antes do seu tempo.